# Gardineria simplex
Gardineria simplex är en korallart som först beskrevs av Pourtalès 1878.  Gardineria simplex ingår i släktet Gardineria och familjen Gardineriidae. Inga underarter finns listade i Catalogue of Life.